# 石井紳一郎
石井 紳一郎（いしい しんいちろう、1959年12月13日 - ）は、オウム真理教の元幹部。ホーリーネームはウルヴェーラ・カッサパ。旧姓は「鎌田」。鹿児島県出身。省庁制が採用された後は、「究聖音楽院」のトップとなった。

## 来歴
幼少期から音楽少年であり、中学、高校とブラスバンドをやって東京音楽大学を卒業。フリーのミュージシャンになる。
太極拳やヨガが趣味で、本を読み漁っていた際に麻原彰晃を知りオウム神仙の会に入信した。1987年6月に出家。出家番号は18。人の心を読むこと（他心通）が得意であったという。
麻原からアストラル音楽の作成を勧められ、彰晃マーチはじめオウム真理教の音楽を数多く製作した。教団の交響楽団「キーレーン」の指揮者もつとめた。
1990年の第39回衆議院議員総選挙に旧東京6区から真理党候補として出馬したが落選している。
1995年の省庁制廃止後は、長老部のメンバーとなり教団を運営した。
1995年8月頃「正悟師」に昇格する。
麻原彰晃との間に3人の女児を出産し未婚の母であった石井久子は1995年9月6日に逮捕されると、翌日付で鎌田と結婚し、石井の子供たちが保護者不在となる事態を避けた。
1999年12月に、オウム真理教を脱会した。